# Акшатау (Кызылординская область)
Акшатау (каз. Ақшатау) — село в Аральском районе Кызылординской области Казахстана. Входит в состав Аманоткельского сельского округа. Код КАТО — 433233400.

## Население
В 1999 году население села составляло 207 человек (118 мужчин и 89 женщин). По данным переписи 2009 года, в селе проживали 184 человека (100 мужчин и 84 женщины).